# Видмер, Татьяна Викторовна
Татьяна Викторовна Видмер (в девичестве — Бокарева; род. 8 января 1986 в Москве) — российская профессиональная баскетболистка.

## Достижения
- чемпион Евролиги: 2017
- чемпион Европы: 2011

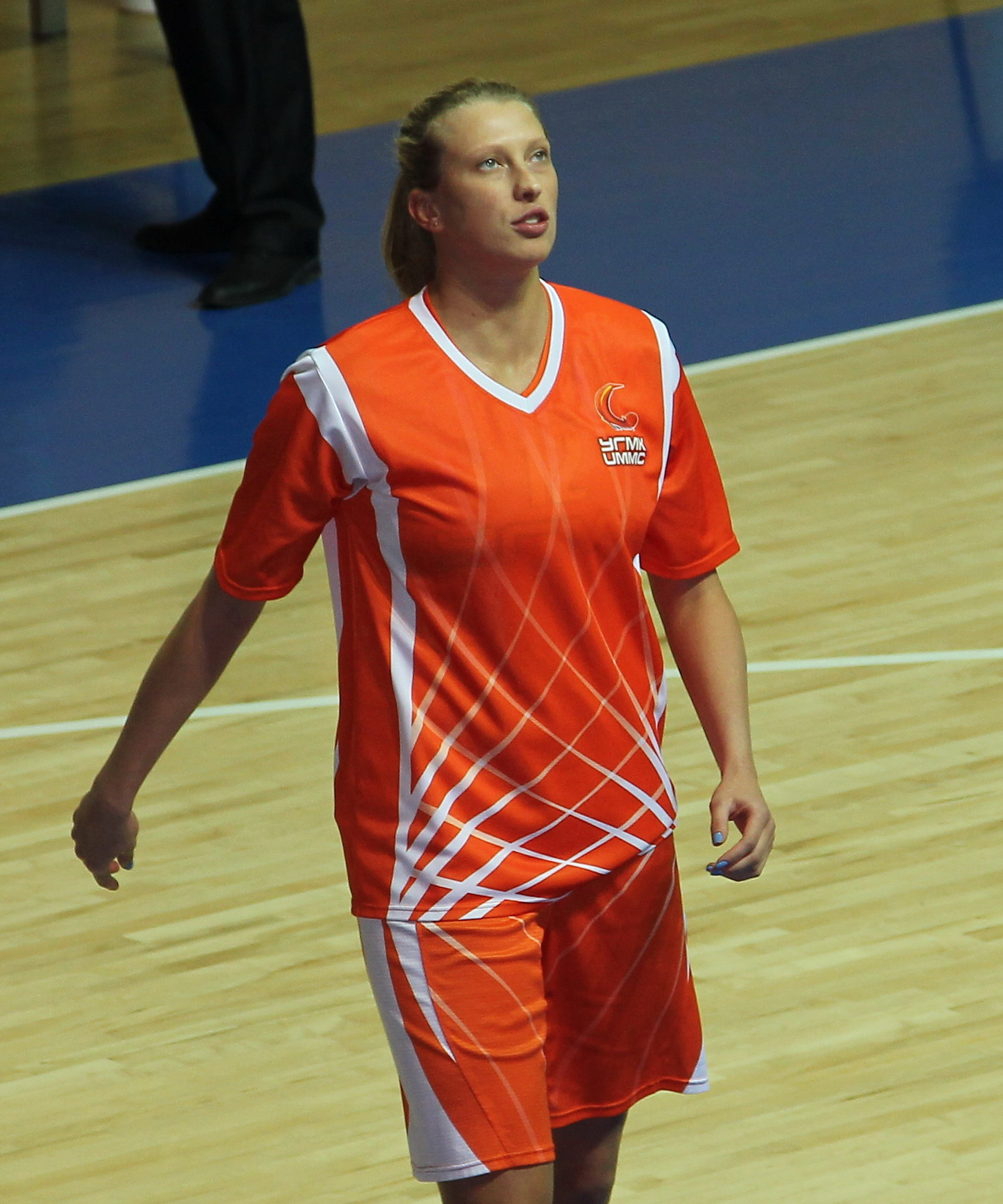
В составе УГМК (2012)

- чемпион Европы среди юниорок: 2004;
- чемпион Европы среди молодежи: 2004, 2006;
- серебряный призёр XXV Всемирных Студенческих Игр (2009);
- обладатель Кубка Европы: 2013, 2014;
- бронзовый призёр Евролиги ФИБА: 2010, 2011.
- бронзовый призёр чемпионата Европы по баскетболу 3×3: 2014
- чемпион России: 2010, 2011, 2012;
- серебряный призёр чемпионата России: 2017;
- бронзовый призёр чемпионата России: 2015, 2016;
- обладатель Кубка России: 2010, 2011, 2012, 2016.